# (4944) Kozlovskij
(4944) Kozlovskij est un astéroïde de la ceinture principale.

## Description
(4944) Kozlovskij est un astéroïde de la ceinture principale. Il fut découvert le 2 septembre 1987 à Nauchnyj par Lioudmila Tchernykh et nommé en hommage au ténor russe Ivan Kozlovski,. Il présente une orbite caractérisée par un demi-grand axe de 2,74 UA, une excentricité de 0,06 et une inclinaison de 4,5° par rapport à l'écliptique.

## Compléments